# Parlamentswahl in Haiti 1973
Die Parlamentswahl in Haiti 1973 wurde am 11. Februar 1973 durchgeführt. Einzige legal existierende Partei war die Parti de l’Unité nationale des Diktators Jean-Claude Duvalier.

## Hintergrund
Nach dem Ableben seines Vaters Francois Duvalier (genannt „Papa Doc“) im Jahr 1971 führte der „Baby Doc“ genannte Jean-Claude Duvalier als Präsident auf Lebenszeit Haiti als Autokratie. Die Parti de l’Unité nationale (PUN) diente als politische Plattform zur Legitimierung des Regimes. Oppositionelle befanden sich im Exil, vor allem in den Vereinigten Staaten und einigen Karibischen und südamerikanischen Staaten.
Es galt die Verfassung von 1964, die festgelegt hatte, dass die Amtszeit des Präsidenten unbegrenzt war und die einzige Kammer des Parlaments (Chambre legislative) 58 Abgeordnete hatte.
Es bestand Wahlpflicht für alle Haitianer, die das 18. Lebensjahr erreicht hatten. Die Wählerschaft betrug rund 5.200.000 Personen. In 58 Wahlkreisen wurden die Abgeordneten nach dem Mehrheitswahlrecht bestimmt. Die Legislaturperiode umfasste sechs Jahre.
Rund 300 Kandidaten bewarben sich um die 58 Sitze. Davon gehörten alle der Parti de l’Unité nationale an.

## Ergebnis
Alle 58 Sitze des Parlaments wurden von Mitgliedern der Parti de l’Unité nationale gewonnen.